# Otto Splitgerber
Otto Splitgerber (ur. 26 sierpnia 1893, zm. 13 marca 1918) – as lotnictwa niemieckiego Luftstreitkräfte z 6 potwierdzonymi  zwycięstwami w I wojnie światowej.
Otto Splitgerber należał do pilotów eskadry myśliwskiej Jagdstaffel 12, którzy służyli w jednostce od momentu jej powstania 8 października 1916 roku we Francji. Do jednostki przyszedł z FA2, gdzie służył od września 1915 roku. Pierwsze zwycięstwo odniósł 4 grudnia 1916 roku w okolicach Farbus. W jednostce odniósł 3 zwycięstwa ostatnie 6 kwietnia 1917 roku kiedy to został ranny. Po leczeniu został przydzielony do AFP 11 skąd został przeniesiony do eskadry Jagdstaffel 38 walczącej na froncie w Macedonii. W jednostce odniósł jeszcze 3 zwycięstwa. Lecąc z patrolem na Albatrosie D.III został 13 marca 1918 roku zestrzelony przez angielskiego asa G.E. Gibbsa. Samolot Splitgebera spadł do jeziora Dorain, a pilot zginął na miejscu.